# Trogoxylon ingae
Trogoxylon ingae là một loài bọ cánh cứng trong họ Bostrichidae. Loài này được Santoro miêu tả khoa học năm 1956.